# Neuropoa fax
Neuropoa fax là một loài thực vật có hoa trong họ Hòa thảo. Loài này được (J.H.Willis & Court) Clayton mô tả khoa học đầu tiên năm 1985.